# Daimler Riemenwagen
La Daimler Riemenwagen è un'autovettura prodotta dal 1895 al 1899 dalla casa automobilistica tedesca Daimler Motoren-Gesellschaft.

## Profilo e caratteristiche
Nel 1895 la Daimler lanciò la Riemenwagen, una vettura chiamata a sostituire il precedente modello Schroedter-Wagen.

L'importanza storica della Riemenwagen sta nel fatto che è stata la prima vettura nella storia ad essere stata utilizzata come taxi. In parole povere è stata la prima vettura ad aver introdotto il concetto di trasporto pubblico applicato ad una vettura a motore. È stato infatti nel 1897 che venne fondata un'azienda di trasporti atta al trasporto di persone, considerata la prima azienda di taxi.

La Riemenwagen incontrò comunque il favore anche di clienti privati, spinti all'acquisto sia dalle doti di comfort della vettura, relativamente soddisfacente per l'epoca, sia proprio per il successo ottenuto come auto da trasporto pubblico.

Inoltre la Riemenwagen vantava un'ampia gamma di motorizzazioni e di versioni. La si poteva avere per esempio come single-phaeton, ma anche come landaulet (quest'ultima è stata la versione raccomandata dalla Casa per l'utilizzo come taxi). Quanto alla gamma motoristica essa era tutta formata da motori bicilindrici con carburatore a getto e con un rapporto di compressione pari per tutti ad appena 2.5:1. La lubrificazione si avvaleva di un carter olio ricavato direttamente nel basamento. Di seguito vengono mostrate le caratteristiche di ogni versione della gamma Riemenwagen:
| Versione | Cilindrata cm³ | Alesaggio e corsa (mm) | Potenza CV/rpm | Velocità max |
| -------- | -------------- | ---------------------- | -------------- | ------------ |
| 1.       | 760            | 67x108                 | 2/700          | 16           |
| 2.       | 1025           | 72x126                 | 3/700          | 16           |
| 3.       | 1060           | 75x120                 | 4/700          | 18           |
| 4.       | 1530           | 90x120                 | 6/700          | 25           |
| 5.       | 2190           | 100x140                | 8/700          | 40           |

Tra le altre caratteristiche tecniche degne di nota vi è il cambio a cinghia a 4 marce, particolarità che dava il nome alla vettura (in tedesco Riemenwagen significa vettura a cinghia). La frizione era a tendicinghia. Altra particolarità era il volante, ormai di forma circolare e non più a barra di comando.

La Riemenwagen è stata tolta di produzione nel 1899: già da due anni le era stata affiancata la Phoenix-Wagen, che in seguito, dopo l'uscita di produzione della Riemenwagen, ne avrebbe preso definitivamente il posto. La versione di punta della Riemenwagen avrebbe però trovato una sua degna erede nella futura Mercedes 12/16 PS.